# Peggy Michel
Peggy Michel (Santa Monica, 2 febbraio 1949) è un'ex tennista statunitense.

## Carriera
Tennista specializzata nel doppio ha vinto in questa disciplina sei titoli su dodici finali, tutti conquistati insieme a Evonne Goolagong.
Tra le vittorie più importanti spiccano gli Australian Open 1974, 1975 e Torneo di Wimbledon 1974.

## Statistiche

### Doppio

#### Vittorie (6)
| No. | Data             | Torneo                       | Superficie  | Compagna         | Avversarie in finale               | Punteggio     |
| 1.  | 20 agosto 1973   | Canada Open, Toronto         | Terra rossa | Evonne Goolagong | Helga Masthoff Martina Navrátilová | 6-3, 6-2      |
| 2.  | 1º gennaio 1974  | Australian Open, Melbourne   | Erba        | Evonne Goolagong | Kerry Reid Kerry Harris            | 7–5, 6–3      |
| 3.  | 6 luglio 1974    | Torneo di Wimbledon, Londra  | Erba        | Evonne Goolagong | Helen Gourlay Karen Krantzcke      | 2–6, 6–4, 6–3 |
| 4.  | 1º dicembre 1974 | WTA Brisbane, Brisbane       | Erba        | Evonne Goolagong | Vicki Lancaster Cecilia Martinez   | 6-1, 6-2      |
| 5.  | 22 dicembre 1974 | New South Wales Open, Sydney | Erba        | Evonne Goolagong | Ol'ga Morozova Martina Navrátilová | 6-7, 6-4, 6-1 |
| 6.  | 1º gennaio 1975  | Australian Open              | Erba        | Evonne Goolagong | Margaret Court Ol'ga Morozova      | 7–6, 7–6      |